# Cabrillo Festival
Il Cabrillo Festival of Contemporary Music è un festival annuale dedicato alla musica sinfonica contemporanea di compositori viventi. Il direttore musicale dal 2017 è stato Cristian Măcelaru. Secondo Jesse Rosen, CEO della League of American Orchestras, il Festival è "distintivo per essere concentrato interamente su opere contemporanee". Ogni anno un'orchestra di ruolo si raduna a Santa Cruz, in California, per provare cinque programmi di musica contemporanea, spesso anteprime mondiali, statunitensi o della West Coast. La maggior parte dei compositori i cui lavori vengono eseguiti ogni stagione vengono al Festival per essere in residenza e partecipare alle prove e alle esibizioni del loro lavoro, nonché a partecipare a dibattiti pubblici, conferenze e presentazioni di concerti. Il Festival presenta anche artisti e gruppi noti per le esibizioni musicali contemporanee, come il Kronos Quartet o l'eighth blackbird.

## Storia
Il Festival fu fondato nel 1963 dal compositore Lou Harrison e dai collaboratori della comunità musicale di Santa Cruz, nel campus del nuovo Cabrillo College appena fuori Santa Cruz ad Aptos, in California. Il primo direttore musicale fu Gerhard Samuel. Il Festival divenne rapidamente famoso, grazie in parte alla statura di Harrison e alla partecipazione di noti compositori come John Cage e Aaron Copland. Tra i successivi direttori musicali ci sono stati il compositore messicano Carlos Chávez, il direttore Dennis Russell Davies e il compositore americano John Adams. Alla fine degli anni '70 il Festival si era affermato come un'organizzazione indipendente non affiliata al Cabrillo College. Dopo il devastante terremoto di Loma Prieta che causò gravi danni intorno a Santa Cruz nel 1989, il Festival si stabilì nel centro di Santa Cruz e la maggior parte delle manifestazioni del Festival dal 1989 hanno avuto luogo all'Auditorium Civico di Santa Cruz o alla missione San Juan Bautista a San Juan Bautista, California.
Nel 1992 Marin Alsop fu scelta come nuovo direttore musicale del Festival. La Alsop raggiunse una notorietà significativa negli anni 2000 dopo essere stata il primo direttore d'orchestra premiata con un MacArthur Genius Grant nel 2005 e la prima donna nominata per dirigere una grande orchestra americana, l'Orchestra Sinfonica di Baltimora nel 2007. Nel 1992 era una giovane promessa come prossima musicista. Decise di concentrare maggiormente il Festival sull'opera dei compositori viventi. Sin dalla sua fondazione il Festival ha promosso le carriere di un certo numero di importanti compositori, mostrando i loro lavori e offrendo commissioni sostanziali. Esempi degni di nota comprendono Christopher Rouse, Jennifer Higdon, Kevin Puts e Michael Daugherty. Il Festival presenta anche la musica di Philip Glass, John Adams, James MacMillan e Osvaldo Golijov, tra gli altri.
A settembre 2016 il Festival annunciò che Cristian Măcelaru sarebbe succeduto alla Alsop come direttore musicale, a partire dall'estate 2017.
La Cabrillo Festival Orchestra è composta da musicisti professionisti provenienti da tutto il mondo che si recano ogni anno a Santa Cruz per le due settimane del festival. Non c'è un processo di audizione formale per l'orchestra; i nuovi orchestrali vengono reclutati dal direttore musicale in consultazione con i principali musicisti e sottoposti a un processo di prova di tre stagioni prima di ottenere il mandato nelle loro posizioni. L'attuale primo violino dell'Orchestra del Festival è Justin Bruns, primo violinio associato dell'Atlanta Symphony Orchestra. Tra gli altri principali suonatori ricordiamo Tim Munro (flauto); Karen Wagner (oboe); Bharat Chandra (clarinetto); Evan Kuhlmann (fagotto); Craig Morris (tromba); Ava Ordman (trombone); Forrest Byram (tuba); Galen Lemmon (percussioni); Nuiko Wadden (arpa); Emily Wong (tastiera); Matt Albert (2° violino); Sam Bergman (viola); Abraham Feder (violoncello) ed Edward Botsford (basso).

## Attività
Nel 2012 il Festival ha celebrato il suo 50º anniversario con una serie di prime mondiali commissionate da compositori come Laura Karpman e James MacMillan. Questo ha seguito le celebrazioni del ventesimo anniversario di Marin Alsop come direttore musicale nel 2011, che comprendeva anche una serie di commissioni sostanziali di John Corigliano, Mark Adamo, Philip Glass e altri. Il Festival ha una serie commissionatoria per giovani compositori identificata in collaborazione con John Adams che ha incluso nuovi lavori di Zosha Di Castri, Dylan Mattingly e Sean Friar. Il Festival gestisce anche un "Laboratorio di Direttori/Compositori" in collaborazione con la Guilds dei Direttori in cui giovani direttori studiano con Marin Alsop mentre i compositori emergenti studiano con un membro della facoltà scelto tra i compositori in residenza della stagione. Tra gli ex alunni di questo programma ci sono Aleksandra Vrebalov e Missy Mazzoli.
Il Festival produce anche una grande fiera di strada, la "Church Street Fair", che si tiene per due giorni durante il primo fine settimana di agosto. La Fiera mette in scena spettacoli e opere d'arte di artisti locali della Contea di Santa Cruz..
Per via della sua insolita attenzione al lavoro contemporaneo, il New York Times ha definito il Festival una "nuova mecca della musica".